# Silsand
Silsand er en by på øen Senja i den tidligere Lenvik, nu Senja kommune i Troms og Finnmark fylke i Norge. Byen har 	1.372 indbyggere (2012), og ligger lige ved byen Finnsnes. Silsand har haft en jævn befolkningsvækst siden Gisundbroen blev åbnet i 1972, og oplever fortsat vækst. Silsand er i dag den største by på Senja og regnes, grundet sin nærhed til Finnsnes centrum, både som drabantby og som en del af byen.